# Patrick Colleter
Patrick Colleter est un footballeur puis entraîneur français né le 6 novembre 1965 à Brest. Il évolue au poste de défenseur latéral du milieu des années 1980 au début des années 2000.

## Biographie
Formé au Brest Armorique FC, il découvre ainsi avec le club breton l'élite du football français le 4 octobre 1986 contre le R.C. Paris, où il enchaîne de bonnes saisons, malgré une saison 1988/1989 en Division 2. Ce qui lui permet de décrocher un contrat avec le club de Montpellier de Louis Nicollin à l'orée de la saison 1990/1991. Il profite de cette unique saison au MHSC pour découvrir la Coupe d'Europe et ainsi participer activement à l'épopée qui conduira son équipe aux 1/4 de finale de la Coupe des Coupes, battu par Manchester United, futur vainqueur de l'épreuve. 
Il signe en 1991 au Paris SG. Il se construit un palmarès, mais aussi une réputation de joueur rugueux, notamment à cause de la rivalité OM/PSG et ses matches où les joueurs étaient à couteaux tirés. Ce qui ne l'empêchera pas de gagner la Coupe des coupes en 1996, un championnat de France en 1994 et deux coupes de France. Il joua par la suite et avec moins de succès aux Girondins de Bordeaux, à l'Olympique de Marseille où il ne termine pas la saison 1998/1999 et en Angleterre avant de terminer sa carrière professionnelle en Division 2 à l'AS Cannes en 2001.
Entraîneur du FC Saint-Médard-en-Jalles de 2003 à 2005, il devient ensuite l'adjoint de Ricardo aux Girondins de Bordeaux de 2005 à 2007 puis à l'AS Monaco de juin 2007 à juin 2009. À la suite du départ de l'AS Monaco du brésilien Ricardo, Patrick Colleter a quitté ses fonctions. Il est nommé en juin 2013 entraîneur adjoint du Red Star.
En 2012, il devient consultant pour la chaîne sportive beIN Sports.

## Palmarès

### En club
- Vainqueur de la Coupe d'Europe des Vainqueurs de Coupe en 1996 avec le Paris S.G.
- Champion de France en 1994 avec le Paris S.G.
- Vainqueur de la Coupe de France en 1993 et en 1995 avec le Paris S.G.
- Vainqueur du Trophée des Champions en 1995 avec le Paris S.G.
- Vice-champion de France en 1993 et en 1996 avec le Paris S.G. et en 1999 avec l'Olympique de Marseille
- Finaliste de la Coupe de la Ligue en 1997 avec les Girondins de Bordeaux

### En équipe de Bretagne
- 1 sélection et 2 buts, le 30 décembre 1988 à Brest : Bretagne-États-Unis

### Statistiques
- 354 matches en Division 1
- 46 matches en Division 2
- 24 matches en Premier League
- 8 matchs en Ligue des Champions
- 20 matchs en Coupe d'Europe des Vainqueurs de Coupe
- 13 matchs en Coupe de l'UEFA